# Johnny Kraaijkamp jr.
Johnny Adriaan Kraaijkamp (beter bekend als Johnny Kraaijkamp jr., Amsterdam, 22 februari 1954) is een Nederlandse acteur.

## Biografie

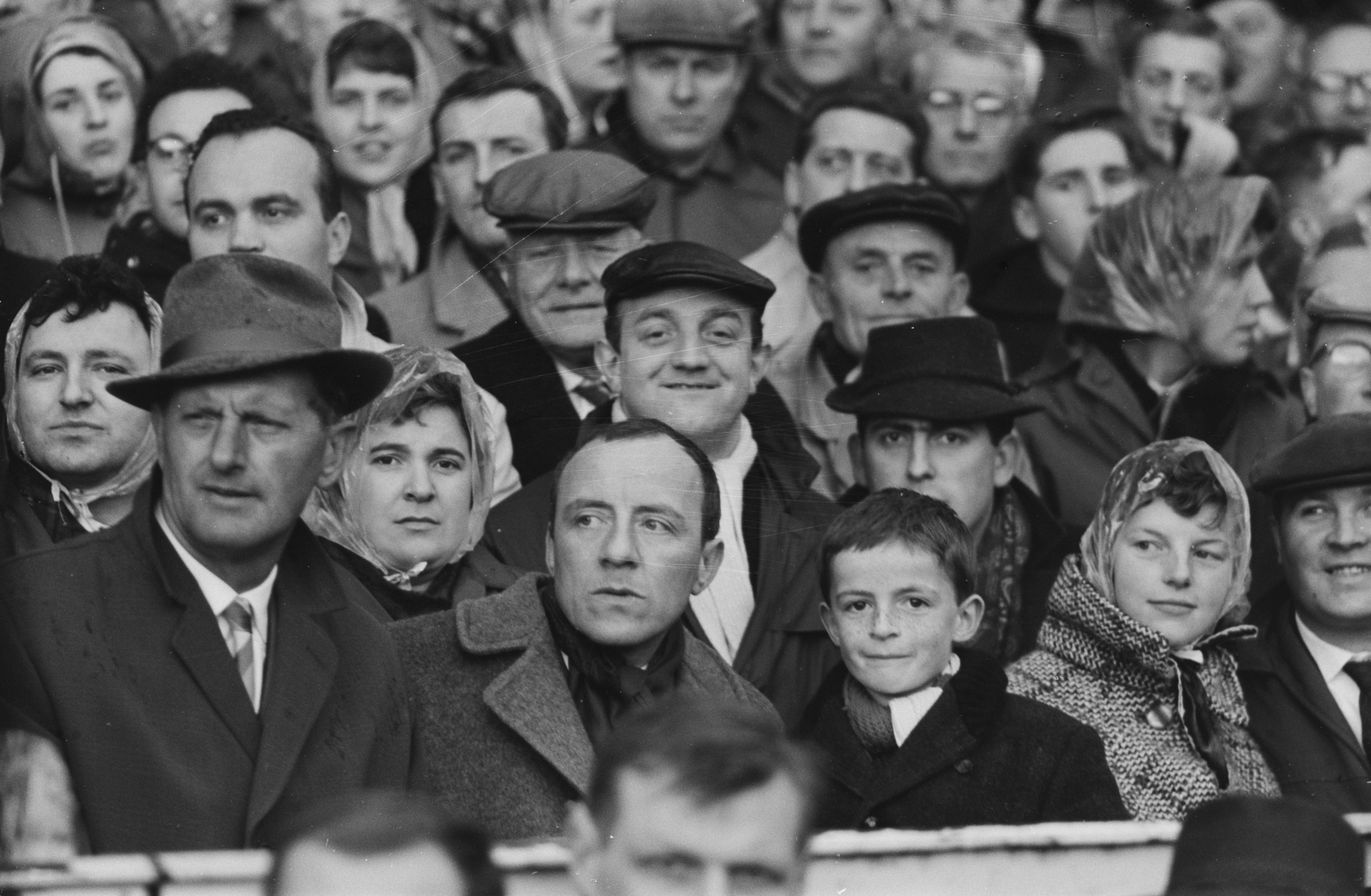
Johnny met zijn vader tijdens een voetbalwedstrijd Nederland-België (1962)

Johnny is de zoon van schrijfster Rim Sartori en John Kraaijkamp sr. en speelde onder andere als zoon samen met hem in de comedyserie Het Zonnetje in Huis. Johnny Kraaijkamp jr. verkreeg ook bekendheid als stem door het inspreken van Dolf in de serie Alfred Jodocus Kwak.
Als tienjarige stond hij voor het eerst op het toneel in de musical Oliver!. Gesteund door zijn vader ging hij naar de toneelschool, waarna hij een serie gastrollen speelde bij gezelschappen als Het Publiekstheater en de Haagsche Comedie. Hoewel hij een uitstekend 'serieus' acteur is, wordt hij over het algemeen gevraagd voor komische rollen.

## Theater
Speelde in 1978 met zijn vader in het blijspel De verlegen versierder, geproduceerd door Tony Dirne, van Robin Hawdon, vertaald door Berend Boudewijn. Met in de hoofdrollen: Marja Huynen, Johnny Kraaijkamp jr., John Kraaijkamp sr., Kika Mol, Teddy Schaank.
Speelde met Joop Doderer en Trees van der Donck in het toneelstuk Oscar (1985) in stadsschouwburg Concordia Breda; met o.a. Piet Bambergen in Geluk Bij Een Ongeluk (1990); in de musical De Jantjes (1997/1998) de rol van Mooie Leendert. Zowel op het toneel als in de latere televisiebewerking speelde hij de rol van Louis in Jan Rap en z'n maat van Yvonne Keuls. De laatste jaren speelde hij in de theaterstukken One For The Road (Stennis met Dennis), samen met zijn vader in The Sunshine Boys, Boyband, Hemelen van Haye van der Heyden en in Stones In His Pocket (Hoofd In De Wolken), waar hij samen met Laus Steenbeeke alle vijftien rollen voor zijn rekening nam. In het seizoen 2005/2006 was hij te zien in Pietje Bell de Musical als Drogist Geelman. Het seizoen daarna (2006/2007) speelde hij een opvallende dubbelrol in Wat Zien Ik?!. Vervolgens speelde hij samen met Céline Purcell in Geknipt om te leren. Het seizoen 2010/2011 was Kraaijkamp te zien in Sherlock Holmes en De Hond Van De Baskervilles samen met Genio de Groot, Ad van Kempen, Wivineke van Groningen en Jasper Stokman. In 2011 speelde Kraaijkamp jr. samen met o.a. Linda Wagenmakers, Owen Schumacher en Paul Groot in Monty Python's musical Spamalot. In 2017 speelde hij Pontius Pilatus in The Passion. In 2018/2019 speelt hij de mannelijke hoofdrol in de musical The Addams Family. Hij werd hiervoor genomineerd voor de John Kraaijkamp Musical Award (beste mannelijke hoofdrol in een musical) 2019. Deze musical won de Award voor beste grote musical.

## Televisie

### Als acteur
- Fien televisiebewerking van de musical - KRO, 1985
- De Brekers (1988)
- Drie recht, één averecht (Lex Tiggelaar) - KRO, 1988
- Vreemde praktijken (Lex Tiggelaar) - KRO, 1989-1992
- Het Zonnetje in Huis (Erik Bovenkerk) - VARA, 1993-1995/ RTL 4, 1995-2003
- Alle kinderen de deur uit (Tom Farmer) - KRO, 1994
- Wat schuift 't? (Stef Aarsman) - RTL 4, 1995
- Blauw blauw (Wim) - RTL 4 1999-2000
- Baantjer (Jacques Tromp) - RTL 4, 2003
- Piet Piraat en de betoverde kroon (Kapitein Snorrebaard) - Studio 100, 2005
- Samen (Joost Havinga) - Talpa 2005-2006
- Sophie's Web (Paul) - Net5, 2013-2014
- Flikken Maastricht (Mr. Van der Wal) - AVROTROS, Seizoen 9, aflevering 9 (2014)
- Dokter Tinus (Koos) - SBS6, (2014-2017)
- The Passion - (Pontius Pilatus) - EO/KRO-NCRV, 2017
- Scrooge Live - (Collectant) - Omroep MAX, 2020
- Goede tijden, slechte tijden (Henk Visser) - RTL 4, 2020-heden
- Flikken Maastricht, (Robert Stolk) - 2024

### Als presentator
- Mid Lotto Live Show - VARA, 1985
- Reclame, Reclame - SBS6, 1997

### Overig
- In 2008 verleende Johnny zijn stem aan de zesdelige programmareeks FutureMe, te zien op jongerenzender MTV.
- Kraaijkamp jr. deed in 2013 mee aan het AVRO-televisieprogramma Atlas als deelnemer.
- In 2018 was Kraaijkamp jr. een van de deelnemers aan het negentiende seizoen van het RTL 5-programma Expeditie Robinson. Hij verloor een proef en moest als tiende deelnemer weg. Hij eindigde op de 12e plaats.[1]
- Kraaijkamp jr. is een van de deelnemers van het vierde seizoen van het televisieprogramma Het perfecte plaatje, waarvan in mei 2019 de opnames startte.[2]
- Had tijdens de live registratie van Landelijke intocht van Sinterklaas door de NOS op 17 november 1979 te Rotterdam de rol van Zwarte Piet.

## Film
- Doctor Vlimmen (1978) van Guido Pieters
- De verlegen versierder (1978) van Paul Cammermans,Massino Gotz
- Grijpstra en De Gier (1979) van Wim Verstappen
- Landelijke intocht van Sinterklaas (1979) - Piet
- Het Boek Van Jaap (1979) - Piet
- The Lucky Star (1980) van Max Fischer
- Oscar (1985) van Andrew Wilson
- Sans rancune (1987) van Ellen Jens
- Honneponnetje (1988) van Ruud van Hemert
- Geluk bij een ongeluk (1990) van Leslie Lawton, Erik van Rijendam
- Mevrouw Ten Kate en het beest in de mens (1991) van Casper Verbrugge
- Pietje Bell 2: De Jacht op de Tsarenkroon (2003), als gevangenisdirecteur Bruinslot
- Erik of het klein insectenboek (film) (2004), als Slak
- Piet Piraat en de Betoverde Kroon (2005), als Kapitein Snorrebaard
- Sinterklaas en het Pakjes Mysterie (2010) - Commissaris van Martijn van Nellestijn
- Eddie's Sinterklaas Kapoentje (2012), als Hulp-Sinterklaas
- Geen Klote!  (2013), als Joop Castelijn
- Sinterklaas & Diego: Het Geheim van de Ring (2014) van Roy Poortmans
- 30 Milligram (2014), als Meneer Wichter
- Homies (2015), als Boze man in Restaurant
- Oink (2022), als slager Smakkerelli
- Koning Worst (2022), als slager Smakkerelli
- De Bellinga's: Vakantie op stelten (2023), als Buurman
- De Bellinga's: Pretpark op stelten (2024), als Buurman

## Nasynchronisatie
- Mickey's Kerstfeest (1984), als Dagobert Duck
- Alfred Jodocus Kwak (1989-1991), als Dolf de Kraai
- Belle en het beest (1991), als Lefou
- Darkwing Duck (1992), als Darkwing Duck; en Darkwings tegenpool Negaduck
- Aladdin (1992), als Marktkoopman
- Lady en de Vagebond, als de Vagebond
- Pico en het Geheim van de Gouden Tempel (1992), als de Zeemeeuw
- Albert de 5e Musketier (1993), Albert
- Jungle Jack (1994), als Guus Gehakt
- Mousehunt (1998), als Ernie Smuntz
- Stuart Little (1999), als Monty
- Stuart Little 2 (2002), als Monty
- Finding Nemo (2003), als Nigel, de pelikaan
- Stuart Little 3: Call of the Wild (2005), als Monty
- De Gnoefs (2006), als Hippelgnoef
- Open Season (Baas in eigen bos) (2006), als Van Squizzy
- Barnyard (2007), als Freddy de Fret
- Open Season 2 (Baas in eigen bos 2) (2008), als Van Squizzy
- De pinguïns van Madagascar (vanaf 2009), als pinguïn Skipper
- iCarly, als tv-kok Ricky Flame (2009)
- Open Season 3 (Baas in eigen bos 3) (2010), als Van Squizzy
- De Smurfen (2011), als Moppersmurf
- The Smurfs: A Christmas Carol (2011), als Moppersmurf
- Jets: de Vliegende Helden (2011)
- De Smurfen 2 (2013), als Moppersmurf
- The Smurfs: The Legend of Smurfy Hollow (2013), als Moppersmurf
- Walking With Dinosaurs
- Cloudy with a Chance of Meatballs 2 (2014), als Chester V
- The Nut Job (2015), als Mol
- Cars 3 (2017), als River Scott
- Coco (2017), als Tío Berto
- The Nut Job 2 (2017), als Mol
- Duck Duck Goose (2018)
- The Willoughbys (2020), als de kat
- Monsters at Work (2021), als Paddie/Fungus
- Sydney to the Max (2020), Als N.N.B

## Toneel
- Pietje Bell (2005-2006) (regie: Arnold Hemmel)
- Sherlock Holmes en de hond van de Baskervilles (2010-2011) (regie: Bruun Kuijt)
- Monty Python's Spamalot (2011) Koning Arthur
- The Producers (2011)
- De BonBonfabriek (2012) (van Jon van Eerd)
- Een avond met Dorus (2014-2015)
- Vamos (2017-2018)
- The Addams Family (2018-2019) Gomez Addams
- Verliefd op Ibiza (2020) Carla
- Kroon &Kraaij (Januari  2024 Februari  Maart April Mei  of ook Juni 2024 ?       waar Soy Kroon samen John Kraaijkamp

## Onderscheidingen
- In 2006 ontving hij voor zijn rol van Drogist Geelman in Pietje Bell - de Musical een John Kraaijkamp Musical Award in de categorie Beste Mannelijke Bijrol in een Grote Musical.

## Trivia
- In de Nederlandse versie van DuckTales uit 2017 is er een personage genaamd John Raafkamp. Dit is een verwijzing naar Johnny Kraaijkamp jr.
- In 1993 deed Kraaijkamp jr. auditie voor de rol van Johnnie Flodder in de televisieserie Flodder, maar kreeg deze rol niet.[bron?]